# Lynchburg (Virginia)
Lynchburg è una città autonoma (independent city) degli Stati Uniti, nella parte centrale della Virginia. Vi nacquero l'avvocato Samuel Untermyer e Desmond Thomas Doss, l'obiettore di coscienza alla cui vicenda è ispirato il film La battaglia di Hacksaw Ridge, diretto da Mel Gibson.

## Amministrazione

### Gemellaggi
- Rueil-Malmaison, Francia
- Glauchau, Germania